# Nemapogon nevellus
Nemapogon nevellus är en fjärilsart som beskrevs av Aleksei Konstantinovich Zagulajev 1963. Nemapogon nevellus ingår i släktet Nemapogon och familjen äkta malar. Inga underarter finns listade i Catalogue of Life.